# Empoasca teneris
Empoasca teneris är en insektsart som beskrevs av Ross och Cunningham 1960. Empoasca teneris ingår i släktet Empoasca och familjen dvärgstritar. Inga underarter finns listade i Catalogue of Life.